# Eine Zuchthaustragödie
Eine Zuchthaustragödie (Originaltitel: Flesh and Blood) ist ein US-amerikanisches Stummfilmdrama aus dem Jahr 1922 von Irving Cummings mit Lon Chaney sr. in der Hauptrolle.

## Handlung
Nach fünfzehn Jahren ungerechtfertigter Haft entkommt David Webster mit Hilfe von Li Fang, einer einflussreichen Persönlichkeit in Chinatown, die ihm zu Dank verpflichtet ist. Webster hat zwei Ziele. Er will sich an seinem ehemaligen Geschäftspartner Fletcher Burton rächen, der ihn ins Gefängnis brachte. Außerdem will er seine Frau und seine Tochter wiedersehen. Da Detective Doyle weiß, dass Li Fang ihn irgendwo in Chinatown versteckt, verkleidet sich Webster als verkrüppelter Bettler, um sich frei bewegen zu können. Als er seine Frau besucht, kommt er gerade rechtzeitig, um zu sehen, wie ihr Sarg in einen Leichenwagen gelegt wird. Von der Vermieterin erfährt er, dass seine Frau sich „Vaughn“ nannte, ein Versuch, der Schande des Verbrechens ihres Mannes zu entgehen.
Li Fang informiert Webster, dass Marjorie glaubt, er sei vor Jahren gestorben und nichts von seiner Inhaftierung weiß. Als er herausfindet, dass Marjorie in der Tenth Street Mission arbeitet, wo sie als „Angel Lady“ bekannt ist, freundet er sich mit ihr an, gibt aber seine Identität nicht preis. Als sie erfährt, dass er Geige spielen kann, bittet sie ihn, „Just A Song At Twilight“ zu spielen, ein Lieblingslied ihrer Mutter. Während Webster das Lied spielt, weint Marjorie und alte Erinnerungen werden in ihm wach. Von Marjorie erfährt er, dass Fletcher Burton 80.000 Dollar für ein neues Siedlungshaus für die Armen vor Ort gespendet hat. Darüber hinaus ist sie in Burtons Sohn Ted verliebt. Die beiden planen, ihre Verlobung am nächsten Tag bei der Einweihung des Siedlungshauses bekannt zu geben.
Fletcher Burton will Marjorie dazu bringen, seinen Sohn aufzugeben, weil sie ihm nicht gut genug ist. Als sie Webster diese Information anvertraut, beschließt er, sich zu rächen. Er entkommt Detective Doyle, aber Li Fang wird zum Verhör ins Polizeipräsidium gebracht. Im Büro von Burton & Burton treibt Webster seinen Rivalen in die Enge und erhält ein unterschriebenes Geständnis. In diesem Moment treten Ted und Marjorie ein. Ted verkündet, dass er Marjorie heiraten wird, ob sein Vater damit einverstanden ist oder nicht. Fletcher Burton erkennt, dass Marjorie die Tochter des Mannes ist, den er entehrt hat, und gibt dem jungen Paar seinen Segen. Webster ist überzeugt, dass seine Tochter mit Ted glücklich sein wird, zerreißt das Geständnis und kehrt ins Gefängnis zurück. „Ich ging als gejagter und gezeichneter Mann hinaus“, erklärt er. „Ich kam zurück – frei!“

## Hintergrund
Teile des Films wurden im alten Chinatown von Los Angeles gedreht, das später beim Bau der Union Station in den späten 1930er Jahren zerstört wurde.
In einer Szene spielt David Webster für seine Tochter Marjorie eine Melodie auf der Geige. Sie bezeichnet das viktorianische Salonlied als „Just A Song At Twilight“, es handelt sich jedoch bei dem Lied um das Stück „Love's Old Sweet Song“ von James L. Molloy und J. Clifton Bingham.

## Veröffentlichung
Die Premiere des Films fand am 27. August 1922 statt. 1926 kam er in Österreich in die Kinos.